# Valdemar Mazura
Valdemar Mazura (7. září 1880 Žamberk – 4. dubna 1947 Žamberk) byl obchodník, majitel vinárny, starosta, fotograf a vydavatel, syn W. R. Mazury (1838–1900).
Po otci převzal obchod, vinárnu a fotografický atelier, jehož činnost v letech 1898–1914 rozšířil o vydávání pohlednic.
Valdemar Mazura byl zakládajícím členem Rotary klubu.